# 徐明娥事件
徐明娥事件发生在1935年中华民国山东省烟台特别行政区的一起枪击致死案，引发大规模学生游行。是中國學生運動史上少數發生於山東烟台的運動。

## 历史
1934年，烟台区、芝罘区组成烟台特别行政区，直隶山东省民政厅，未设市政府。在特别行政区成立前，烟台为特别警察区，当地事物由公安局管理，成立后，特区专员兼任公安局长。时任特区专员兼任公安局长为张奎文，为事件当事人之一的孔繁树的姐夫。
1935年春季，烟台南山梨树、苹果树盛开，故当地举行“梨花节”，孔繁树等警员在此地巡逻，维持秩序。4月18日（事件当日），烟台真光女中、益文商专联合举办“逛梨花”远足活动。主要当事人徐明娥便是真光女中的学生。

## 事件经过

### 枪击致死
4月18日（事件当日）下午一时，在远足活动中，徐明娥、徐桂娥、李振坤三人走到南山东大沟的僻静地方，据《中央日报》载，保安警士孔繁树等人 “尾随其后，任意调笑”，甚至将随身佩戴的手枪拿出来威胁徐明娥等人，后开枪击中徐明娥头部。正在附近的益文教员三人，听见枪响，立即前去查看，当看到受伤严重的徐明娥时，召集集益文童子军和女校学生将其送往西山病院，（今毓璜顶医院），益文童子军将想逃窜的孔繁树缴械控制，然而闻讯赶来的南山警士不但没有协助救援反而将已被控制的孔繁树带离现场。徐明娥到达医院后十几分钟后死亡，年仅16岁。

### 游行示威
4月19日（事件第二天），真光女中的学生成立真光女中学生自治会并发表报告事实真相，严惩凶手的宣言。4月20日（第三天），真光女中学生自治会联合益文中学、烟台省立第八中学、志孚中学等学校的学生自治会，组织成立烟台学生自治联合会，是中國學生運動史上少數發生於山東烟台的運動。学联成立后，分别派代表至徐明娥家中慰问，同时派代表与当局政府进行交涉。4月21日（第四天），追悼大会在益文中学操场举行，来自各个学校的学生、教职工共约3000余人参加追悼大会。并成立游行示威筹备会。4月22日（第五天），学联召开记者会，要求当局严惩凶手。4月23日（第六天），各校学生突破阻挠后聚集在在益文商专的操场宣读了《烟台特区学生自治联合会关于徐明娥事件的宣言》并开始游行并散发《宣言》（一说为21日游行），并赢得各界支持，如商人李东山带头罢工罢市。在学生经过邮电局时，将《烟台特区学生自治联合会关于徐明娥事件的宣言》发往全国各地。

## 媒体关注
烟台的《复兴日报》、《东海日报》、《东海日报》副刊、天津的《大公报》、南京的《中央日报》、上海的《申报》均对此事进行报道，声援被害者，並支持這場是中國學生運動。
《大公报》称此次游行“始为烟台从来未有之先例”。
《申报》称“若还没有这批学生，这事早就和雨点一样无影无踪地飘过了。”
除此之外，1930年代重要的女性刊物《女子月刊》认为徐明娥的“惨死”是妇女运动除了参加民族斗争外，仍需注意两性斗争的警钟。

## 后期结果
公安局逮捕孔繁树，并移交地方法院。地方法院接受了孔繁树“枪支走火”的辩词，从轻处理了孔繁树。公安局负责徐明娥的丧葬费，家属抚恤金等并派人参加徐明娥出殡。同年6月，参与组织游行的学生先后遭到开除学籍等处分。

### 参与人员
志孚中学学生代表，李丙令因此事被勒令退学，后加入中国人民解放军，为第一批授衔的中国人民解放军少将；
志孚中学游行组织者之一，华楠后加入中国人民解放军，为第一批授衔的中国人民解放军大校，后晋升为少将；
志孚中学图书管理员，王耕今因此事被辞退，后曾任中华人民共和国国家计划委员会委员、中华人民共和国国家计划委员会农林水利计划局局长；
山东省立第八中学学生代表，吕其恩因此事被开除学籍，之后曾担任哈尔滨市人民政府市长、党组书记等职务；
山东省立第八中学学生，柳运光因此事被开除学籍，后曾担任东北工学院党委书记等职务。